# Gaspar Meana
Gaspar Meana González (Tremañes, Gijón, 1960) es un dibujante, ilustrador y escritor asturiano que escribe en lengua asturiana.

## Biografía
Desde muy joven se interesa por el dibujo y por ello ingresa en la Escuela de Artes de Oviedo, de la que se gradúa en dibujo publicitario en 1985.
Su obra más conocida es la Crónica de Leodegundo, trabajo en el que ahonda en la historia del Reino de Asturias, narrando los grandes hechos de Asturias, Europa, el Magreb y Oriente Próximo, a lo lago de 180 años, en los S.VIII-IX. El trabajo está compuesto por 25 álbumes de 48 páginas cada uno, y constituye una especie de proyecto vital del autor, culminando el ciclo en 2006 con la publicación de La última pallabra (850-960dC).

## Premios y nominaciones
- Premio Picu Urriellu en 1992 por el cómic «Los Dioses de Uxal»
- Premio Picu Urriellu en 1993 por el cómic «Al Septentrional Bonamí, Príncipe de Nanos»
- Premio Haxtur en 1994 por «La Crónica de Leodegundo»
- Premio Haxtur Mejor Historieta Larga en 1994 por La Crónica de Leodegundo otorgado por el Salón Internacional del Cómic de Principado de Asturias de Gijón
- Premio Pegollu en 1994 por «La Crónica de Leodegundo»
- Premio Haxtur Mejor Dibujo en 2002 por La Infanta, el Pirata y el Niño otorgado por el Salón Internacional del Cómic de Principado de Asturias de Gijón
- Premio haxtur en 2015 por "La Crónica de Leodegundo"
- Premio haxtur en 2015 por El Cantar de Teudan Tomos I y II como Mejor Historieta Larga de la serie La Crónica de Leodegundo otorgado por El Salón Internacional del Cómic del Principado de Asturias